# Hyptidendron arboreum
Los nombres comunes del Hyptidendron arboreum son: gallinazo, aguanoso y gallinazo blanco. Pertenece a la familia Lamiaceae.

## Información general del árbol en Colombia

### Hábitat y distribución
Se le encuentra generalmente en sitios altamente perturbados, como árbol aislado en potreros, cultivos o en el borde de rastrojos altos o bosques secundarios. Se distribuye principalmente en alturas que van de 400 a 2.000 msnm. En el departamento de Antioquía se ha localizado en los municipios de Barbosa, Cocorná, San Carlos, San Luís, San Rafael, entre otros.

### Localización de los árboles
Los individuos monitoreados están ubicados en el municipio de Barbosa, entre 1.724 y 1.779 msnm (06°27′ N, 75°16′ W).

### Descripción de flores, fruto y semilla
Inflorescencia en panículas axilares corimbosas. Las flores son zigomorfas, cáliz tomentoso, morado, persistente, más o menos tubular con 5 dientes o lóbulos. Corola gamopétala, zigomorfa, de color azul morado, bilabiada, con 5 lóbulos imbricados y 4 estambres. Fruto seco e indehiscente, totalmente encerrado por los sépalos secos y persistentes, procede de un gineceo bicarpelar y cuando madura forma 4 unidades uniseminadas de tipo núcula. Cada semilla mide de 3,3 a 5,0 mm de longitud y entre 1,0 y 1,6 mm de ancho.

### Floración
Se inicia en noviembre y se prolonga hasta marzo, mostrando su mayor concentración durante los meses de enero y febrero que corresponden a la época de menor precipitación en el año. Adicionalmente, durante los meses de julio y agosto unos pocos individuos registran flores, las cuales son abortadas en su totalidad no presentándose durante todo el tiempo de monitoreo formación de frutos en ese período. Las flores son polinizadas por insectos (especialmente abejas y avispas) y por colibríes.

### Fructificación y recolección
Los frutos empiezan a registrarse desde el mes de febrero hasta el mes de mayo, a partir de marzo se observan los primeros frutos maduros, en los cuales, los sépalos persistentes pasan de color morado a café. El desarrollo es un proceso que dura de 1 a 2 meses. La recolección de los frutos se puede llevar a cabo durante los meses de marzo, abril y mayo, coincidiendo con el final de la primera temporada seca del año y el inicio de las lluvias.

### Brote y caída de follaje
El gallinazo es una especie perennifolia cuya pérdida y brote de hojas no supera el 30% del total de la copa. Su renovación es constante y no presenta una asociación definida con alguna condición climática determinada. Una característica notoria de ésta especie es la coloración morada que toman sus hojas nuevas durante el período de floración.

### Dispersión de semillas
Las semillas son dispersadas por el viento y por el agua.